# Морская доктрина Российской Федерации
Морска́я доктри́на Росси́йской Федера́ции — документ стратегического планирования, определяющий государственную политику Российской Федерации в области морской деятельности — национальную морскую политику РФ. Доктрина утверждена президентом РФ 31 июля 2022 года.

## Правовая основа
Как отмечается в документе, правовую основу Морской доктрины составляют Конституция Российской Федерации, федеральные конституционные законы и федеральные законы, иные нормативные правовые акты Российской Федерации в области морской деятельности, общепризнанные принципы и нормы международного права, международные договоры Российской Федерации в области морской деятельности, использования ресурсов и пространств Мирового океана.

## Предыстория
Как пояснил 12 августе в беседе с журналистами заместитель Секретаря Совета Безопасности Российской Федерации Михаил Попов, решение о разработке проекта новой редакции Морской доктрины было принято на заседании Совбеза еще в 2010 году. С момента принятия прежней доктрины (2001) произошли значительные изменения как в международной обстановке, так и в социально-экономической ситуации в стране, появились новые вызовы и угрозы безопасности, новые направления научно-исследовательской деятельности, современные технологии. «За эти годы российская экономика стала более вовлечённой в мировую экономику. При этом, обострилась борьба за владение ресурсами Мирового океана, за их освоение, выросла международная конкуренция в сфере транспортировки грузов морским путем».
Также, по словам Попова, за прошедшие годы, с 2001-го, были приняты новые стратегические документы — такие, как Стратегия национальной безопасности Российской Федерации до 2020 года, Военная доктрина и Основы государственной политики Российской Федерации в области военно-морской деятельности на период до 2030 года. К перечисленному заместителем секретаря Совета Безопасности РФ можно также добавить «Стратегию развития морской деятельности Российской Федерации до 2030 года», утверждённую распоряжением правительства Российской Федерации от 8 декабря 2010 года № 2205-р.

## Основные положения
Как отмечается в документе «Национальная морская политика — это определение государством и обществом целей, принципов, направлений, задач и способов достижения национальных интересов Российской Федерации на морском побережье, во внутренних морских водах, в территориальном море, в исключительной экономической зоне, на континентальном шельфе Российской Федерации и в открытом море, а также практическая деятельность по их реализации».
Основным содержанием национальной морской политики доктрина признаёт:
- определение стратегических национальных приоритетов и содержания морской политики на ближайшую и долгосрочную перспективы;
- реализация морского потенциала государства и управление отраслями экономики и науки, связанными с морской деятельностью;
- правовое, экономическое, информационное, научное, кадровое и иное обеспечение национальной морской политики;
- оценка эффективности реализации и корректировка национальной морской политики.

Основными целями национальной морской политики в документе признаются:
- сохранение суверенитета во внутренних морских водах, территориальном море, а также в воздушном пространстве над ними, на дне и в недрах;
- реализация юрисдикции и защита суверенных прав в исключительной экономической зоне на разведку, разработку, транспортировку и сохранение природных ресурсов, находящихся на дне, в его недрах и в покрывающих водах, управление этими ресурсами, производство энергии путём использования воды, течений и ветра, создание и использование искусственных островов, установок и сооружений, проведение морских научных исследований и сохранение морской среды;
- реализация и защита суверенных прав на континентальном шельфе Российской Федерации по разведке и разработке его ресурсов;
- реализация и защита свободы открытого моря;
- обеспечение сохранения человеческой жизни на море;
- защита территории Российской Федерации от агрессии с океанских и морских направлений, охрана государственной границы Российской Федерации на море;
- обеспечение устойчивого экономического и социального развития страны;
- сохранение морских природных систем и рациональное использование их ресурсов[8].

Говоря о новациях новой редакции доктрины, в Совете Безопасности РФ отмечают положения о морском транспорте и о внутреннем водном транспорте, а также такой актуальный для современной России пункт, как «Функционирование морских трубопроводов» (акцент здесь сделан на экспортном направлении). Также в отдельные положения выделены «Антарктическое региональное направление» и судостроение/кораблестроение. Особое внимание в документе уделяется обеспечению экологической безопасности при освоении мирового океана, а также решению социальных проблем людей, занятых в морских отраслях.

## Дальнейшее развитие
Развитием военного сегмента Морской доктрины резонно считать «Основы государственной политики Российской Федерации в области военно-морской деятельности на период до 2030 года», утверждённые указом президента Российской Федерации от 20.07.2017 года № 327 (указ вступил в силу со дня его подписания). Как отмечается в документе «Основами конкретизируются отдельные положения Стратегии национальной безопасности Российской Федерации, Военной доктрины Российской Федерации, Морской доктрины Российской Федерации и других документов стратегического планирования Российской Федерации в военной сфере, а также Концепции внешней политики Российской Федерации».
Главной угрозой национальной безопасности России на море в документе объявлено «стремление ряда государств, прежде всего США и их союзников, к доминированию в Мировом океане, в том числе и в Арктике, а также к достижению подавляющего превосходства своих военно-морских сил». Среди других угроз называются распространение оружия массового поражения, увеличение количества государств, обладающих мощными ВМС, давление на Россию для ослабления нашего контроля над Северным морским путём, территориальные претензии к России, а также терроризм и браконьерство.
Прохор Требин, эксперт Российского совета по международным делам, считает, что новый документ выглядит весьма прагматичным и реалистичным. «В его основе лежит осознание изменившейся в 2013—2017 годах стратегической обстановки в мире и в первую очередь значительного ухудшения отношений России с США и НАТО, которое обусловлено рядом объективных факторов и будет сохраняться в долгосрочной перспективе», — утверждает он. По его мнению, основной упор в Основах сделан на развитии боевых возможностей Военно-морского флота России и обеспечении стратегического сдерживания (как ядерного, так и неядерного).
Документ пришёл на смену «Основам государственной политики Российской Федерации в области военно-морской деятельности на период до 2020 года», утверждённым главой государства 29 мая 2012 года (Пр-1459).
В августе 2019 года глава российского правительства Дмитрий Медведев утвердил новую редакцию Стратегии развития морской деятельности РФ до 2030 года. Решение о разработке новой редакции стратегии было принято после утверждения президентом Морской доктрины РФ.
31 июля 2022 года в Санкт-Петербурге Владимир Путин подписал Морскую доктрину в новой редакции, предыдущая версия документа была признана недействительной. В новом документе указывается¸ что новым приоритетным направлением в российском судостроении станет производство крупных кораблей большого тоннажа, а также авианосцев для Военно-Морского Флота.  Также новая Морская доктрина включает планы по расширению географии заходов российских судов в зарубежные порты. Документ предусматривает военно-морские учения совместно с ВМФ других стран, а также учения пограничной службы ФСБ с пограничниками других государств.